# York (Pennsylvania)
York település az Amerikai Egyesült Államok Pennsylvania államában, York megyében, melynek megyeszékhelye is. Lakosainak száma 44 800 fő (2020. április 1.).

## Népesség
A település népességének változása:

| 2010 | 43 718 |
| 2020 | 44 800 |